# 渡瀬美遊
渡瀬 美遊（わたせ みゆう、1979年11月3日 - ）は、日本の元タレント、元女優、元モデル。

## 来歴
岐阜県出身。
スカウトがきっかけでデビュー。
2008年12月22日、自身のブログで留学することを報告その後アメリカ合衆国・ハワイに語学留学した。

## 人物
- 趣味：ゴルフ・読書・映画鑑賞。
- 特技：料理
- 妹がいる[2]。

## 出演

### テレビ
- はみだし刑事情熱系 PART2第5話 （1997年11月12日、テレビ朝日） - 牧野里美 役
- ナオミ（1999年、フジテレビ）伊達美月 役
- 青い経験（2000年、テレビ東京）
- 科捜研の女 第3シリーズ 第6話『禁断の花園・女子寮に仕組まれた幽霊騒動』（2001年、ANB）
- 私立探偵 濱マイク 第8話（2002年、日本テレビ）
- 恋愛小説（2004年、WOWOW）
- チェケラッチョ!! in TOKYO 第7話（2006年、フジテレビ）
- 怨み屋本舗 第3話（2006年、テレビ東京）松沢恵美子 役

### 映画
- 9-NINE/ナイン（2000年）佐藤リカ 役
- 狗神（2001年） - 坊ノ宮理香 役
- クリスマス・イブ（2001年）
- レディプラスティック（2001年）
- Dreamer`s High（2004年）
- プチ美人の悲劇（2004年、(ネットシネマ)
- ゾンビ自衛隊（2005年）浅生ユリ 役

### CM
- セーブオン
- JRグループ、北海道
- 東芝、J-T06
- ソニー・コンピュータエンタテインメント プレイステーション、影牢
- ニチレイ、アセロラドリンク
- 日本信販、NICOSカード
- 資生堂、ラステア
- 資生堂、センターインフィットスリム
- 日清食品、ラ王
- コカ・コーラ
- NTTドコモ
- カルビー、ア・ラ・ポテト
- ブルボン、チーズもち
- 富士通、F505i（2003年 - 2004年）
- 日本メナード化粧品、薬用ビューネ（2004年 - 05年）
- 三菱自動車工業、eK wagon Bloom Edition（2005年）
- ゼファーマ、プレコール（2005年 - 06年）
- デアゴスティーニ・ジャパン、ハローキティアクセサリーコレクション
- ギブソン社、Epiphone（web CM）
- 資生堂、TSUBAKI（2007年）
- ジョンソン、シャット 流せるトイレブラシ（2007年）
- 東京電力、TEPCOのECO（2007年）

### ラジオドラマ
- J-WAVE GOLDEN WEEK SPECIAL、TOKYO LIVING DAYS（2007年）

### 雑誌
- ar